# لورا مونتگومری
لورا مونتگومری (انگلیسی: Laura Montgomery؛ زادهٔ ۲۵ دسامبر ۱۹۷۵) بازیکن فوتبال اهل بریتانیا است.